# Poisson-scie vert
Espèce
Synonymes
- Pristis zyrson Bleeker, 1851[1]
- Pristis zysron Bleeker, 1851[1]
- Pristis zysross Bleeker, 1851[1]

Statut de conservation UICN

CR A2cd : 
En danger critique
Statut CITES
Le Poisson-scie vert, également appelé Poisson-scie à museau étroit (Pristis zijsron), est une espèce de raies de grande taille présente dans les eaux tropicales ou subtropicales du bassin Indo-Pacifique. Cette espèce fait partie de la classe des chondrichtyens et plus particulièrement de la famille des Pristidae. Elle est actuellement classée comme espèce en danger, voire en danger critique d’extinction. Les Pristidae sont actuellement l’un des groupes de poissons marins les plus menacés dans le monde.

## Caractéristiques
Souvent confondu avec une espèce de requins, le genre Pristis appartient en réalité à la catégorie des raies,,. Il est d'ailleurs nommé abusivement de son nom français vernaculaire « Requin scie ». De plus, peu d’informations ont pu être récoltées sur Pristis zijsron vu le nombre peu important d’individus recensés mais il existe plusieurs éléments importants à souligner.
Le Poisson-scie à long rayon est de couleur olive sur sa face dorsale et blanchâtre sur sa face ventrale,. Il peut atteindre une longueur moyenne d’environ 5 à 6 mètres, voire 7,3 mètres pour le plus grand jamais répertorié, sinon en règle générale sa taille est plutôt comprise entre 3 et 5 mètres,,,. Les mâles et les femelles ne se distinguent pas par leur taille. La longueur à la maturité de l’espèce n’est pas encore véritablement connue vu le peu de spécimens qu’il reste encore sur la planète,,,,. 
Encore récemment[Quand ?], l’un des plus grands Poissons-scies verts a été recensé en Australie où l’individu faisait 6 mètres de long avec un rostre de 165,5 cm tandis qu’au Soudan, un individu de 5,5 m et dont le rostre atteint la taille de 139-142 cm a été recensé. 

### Tête

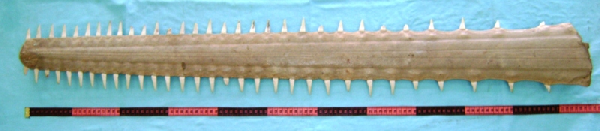
Rostre d'un Pristis zijsron (chaque graduation de la règle mesure 10 cm)

Pristis zijsron possède une tête aplatie et un rostre possédant entre 24 et 28 paires de dents de part et d’autre de celui-ci,,(Pristis clavata, Pristis pectinata et Pristis pristis en possédant moins). Les dents à la base du rostre sont plus écartées les unes des autres par rapport aux dents se trouvant aux extrémités et si ces poissons en perdent au cours de leur vie, celles-ci ne repoussent pas. Le rostre est assez étroit par rapport aux autres espèces de Pristis et représente 23 à 33 % de la longueur totale du corps de l’espèce. Il possède des branchies situées sous la tête et ne possède pas de barbillons (moustaches),. 

### Corps
Ses nageoires pectorales sont courtes, mais contrairement à certaines espèces de Pristis, il possède une nageoire dorsale en retrait des nageoires pelviennes mais aussi un lobe caudal inférieur quasiment inexistant. Le Poisson-scie à long rayon se distingue des autres espèces par sa couleur plus verdâtre ainsi que par sa taille plus importante. Pristis zijsron possède des ampoules de Lorenzini, utiles pour la perception des proies, sur les faces ventrale et dorsale de la tête. Il n’est pas muni de système acoustique pour la détection de ses proies,.

## Comportement et cycle de vie

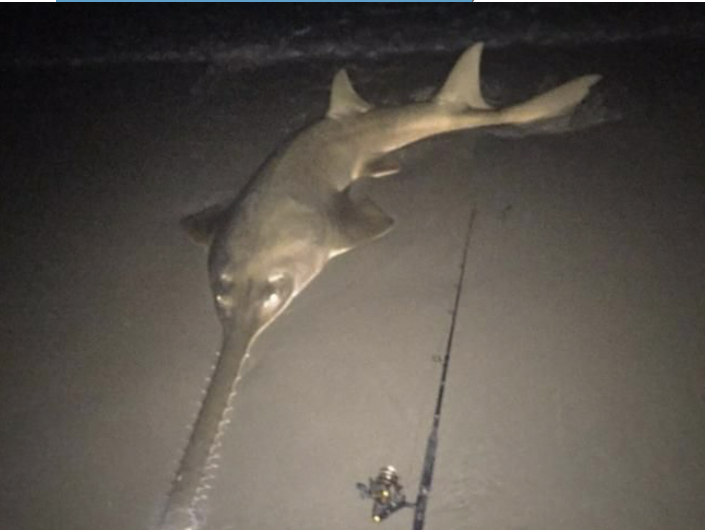
Pristis zijsron

Ce Poisson-scie se nourrit de crustacés, de poissons et de mollusques assez lents en utilisant son rostre qu’il agite afin de déloger ses potentielles proies et pour assommer des groupes de poissons. Il ne s’attaque pas aux humains mais peut les blesser avec sa scie en se défendant si ceux-ci le capturent,.
C’est une espèce ovovivipare, à reproduction interne. Les 12 jeunes d’une portée moyenne mesurent 60 à 108 cm à leur naissance. Comme tout poisson cartilagineux, Pristis zijsron à une longue durée de gestation, une progéniture prolifique également, sa maturité sexuelle arrive souvent tardivement, la reproduction est intermittente et enfin, ils sont capables de vivre assez longtemps. Les jeunes individus sont déposés par leur mère dans des zones côtières (ou dans les estuaires), où ils restent pendant quelques années pour les premières étapes de leur vie. Les jeunes (mais pas les nouveau-nés) se déplaceraient, selon une étude, entre les criques et les mangroves avant d’atteindre leur taille adulte. Ils ne seraient matures sexuellement qu’aux alentours de 9 ans, quand leur taille atteindrait 2 à 3 mètres environ. On estime leur durée de vie à 50 ans en moyenne,,.
Pristis zijrson est l’un des Poissons-scies qui présenterait le déclin de population le plus important au sein de son genre, ce qui fait que les données manquent lorsque l’on se concentre sur les migrations juvéniles,.
En fonction des vents et des marées, des mouvements peuvent aussi être observés au niveau des zones côtières. Ils restent souvent en eaux peu profondes, près de leur lieu de naissance et plus ils grandissent, plus ils deviennent mobiles et se déplacent. Cependant, ils reviennent tous aux mêmes endroits lors des périodes de reproduction vu qu’ils sont philopatriques,.

## Distribution et habitat
Ce Poisson-scie est présent dans les eaux subtropicales et tropicales de l’océan indo-pacifique occidental et central. Il est capable de vivre dans des eaux plus froides que les autres Poissons-scies. La taille de sa population et son abondance ne sont pas connues avec précision mais des recherches prouvent que leur population s’amenuise de plus en plus au cours du temps dû aux grandes pressions qu’ils subissent,.

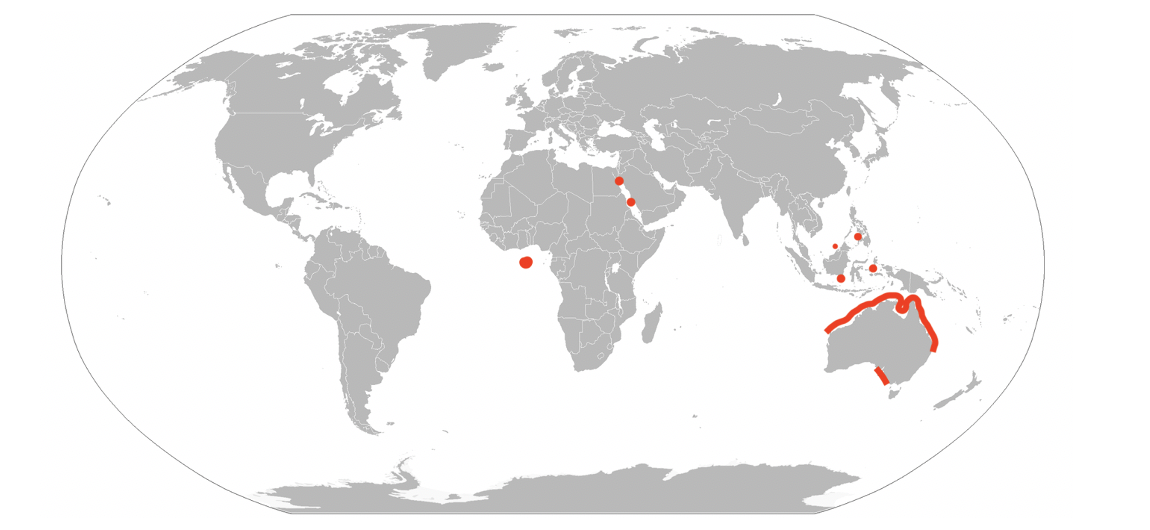
Distribution du Pristis zijsron

Son aire de répartition historique va de l’Afrique du Sud, au nord de la mer Rouge et du golfe Persique, à l’est de la mer de Chine méridionale en passant par l’Australie (de Shark Bay au sud de Jervis Bay) et l’Asie du Sud-Est ce qui recouvre presque 6 millions de km2,. Par manque de données, sa distribution est incertaine mais les chercheurs supposent qu’ils ont disparu dans la plupart de ces zones principalement à cause de la surpêche. L’Australie indique aussi que le taux d’accroissement du Poisson-scie vert dans ses eaux est assez faible et qu’il est même en déclin. Selon eux, il aurait déjà disparu sur plusieurs côtes. En Indonésie, l’espèce n’a pas été observée depuis le début des années 2000. Actuellement, on retrouve principalement ce Poisson-scie à l’embouchure de la rivière Ashburton, au sud du Pilbara, près des criques se trouvant aux alentours et qui représentent un habitat idéal pour cette espèce.
Au niveau de son habitat, il est surtout présent sur les côtes marines, les criques de mangrove et les estuaires. On le retrouve principalement sur les plaines boueuses où l’eau présente une forte turbidité et à moins d’un mètre de profondeur. Même s’il préfère les eaux peu profondes, il peut également s’aventurer au large où la profondeur peut aller jusqu’à 70 mètres (un seul cas répertorié à cette profondeur). On peut aussi l’apercevoir peu fréquemment en eaux douces, dans des rivières à l’intérieur des terres. Il se plaît également où le sol est constitué de limon ou de sable. 
P. zijsron se trouve principalement sur les plaines de sable et de boue à l’extérieur des embouchures des rivières pour la reproduction et la gestation. Ce poisson est moins tolérant face à de faibles taux de salinité par rapport aux autres Pristis. 
D’après des études, il a été le seul Poisson-scie à se trouver en mer Rouge et à se reproduire dans les estuaires de cette mer.

## Conservation
Le nombre de Poissons-scies à long rayon a chuté très rapidement au cours du temps et est considéré comme espèce en danger critique d'extinction par l’IUCN (2022) ainsi que par l’EPBC, Cites Appendix, CMS Appendix II et par l’Union internationale pour la conservation de la nature,,,,,,,,,. 
Il est chassé et pêché pour ses ailerons et la scie qu’il possède car ils sont considérés comme de grande valeur, utile pour la médecine traditionnelle asiatique, comme éléments de décoration voire comme simple curiosité,,. La dégradation de son habitat dû à la pollution, la perte de diversité génétique et le changement climatique ne l’aident pas non plus car ces facteurs favorisent la perte d’habitats de reproduction, réduit les migrations et la qualité de l’habitat, etc. Leur scie est souvent coupée par les pêcheurs pour éviter d’être blessés lorsqu’ils sont accidentellement pêchés. En effet, leur scie se coince souvent dans les filets de pêche et les chaluts démersaux, et ce pour toutes les espèces de la famille des Pristidae. Ces techniques de pêches sont répandues dans les zones côtières et représentent les plus grandes menaces pour ce Poisson-scie. Il est donc important de se pencher sur les recherches d’habitats de nurserie afin de pouvoir les conserver. Cependant, vu qu’ils se trouvent principalement dans des zones de pêches, leur survie ne peut dépendre que de la protection de leur habitat de reproduction et des patrons de migration face à ces pêches intensives,. Actuellement[Quand ?], son en moyenne répertoriés 73 Poissons-scies verts pêchés chaque année. Même si Pristis zijsron est une espèce de raie, celui-ci a quand même une grande valeur dans le commerce des ailerons de requins au vu de leur grande ressemblance. L’aileron de ce Poisson-scie pourrait aller jusqu’à 2 500 dollars ce qui peut expliquer les chasses illégales à son égard,,,,. 
Ce Poisson-scie est initialement recensé dans 37 pays mais actuellement il a ou a peut-être disparu de plus de 26 pays ce qui fait qu’il n’occuperait plus que 66% de son aire de distribution initiale. Sa population aurait diminué en moyenne de 80 % en trois générations de Pristis (équivalent de plus ou moins 45 ans) même en Australie où les populations restent viables. L’espèce aurait même disparu de Nouvelle-Galles du Sud. De nombreux pays essayent de protéger l’espèce mais la pêche y occupant une place importante limite cette protection. Cependant, en Australie, l’espèce est protégée dans toute son aire de répartition dans les différents états au vu de la diminution de cette population même si elle a sûrement déjà disparu sur presque toute la côte Est sauf dans les eaux côtières. En résumé, l’Australie est une des dernières véritables bouées de sauvetage pour l’espèce. De plus, le fait de retrouver Pristis zijsron se reproduisant en saisons humides au Soudan permet de garder l’espoir d’un potentiel rétablissement de l’espèce si leur mort peut être minimisée au maximum. Enfin, cette espèce étant philopatrique, il est important de la conserver aux endroits où on la retrouve encore actuellement,,.
Cette espèce peut également être menacée par des crocodiles ou des grands requins.
Quelques-uns sont répertoriés dans des aquariums publics un peu partout dans le monde.
Malgré tout cela, l’espèce est protégée par la législation fédérale[Quoi ?] et ils[Qui ?] ont mis un plan de rétablissement pour l’espèce en place. L’étendue de la menace de disparition est difficile à trouver vu le manque de données mais tant que des mesures pour la conservation de l’espèce ne seront pas prises, l’espèce continuera à décliner. Des mesures sont déjà appliquées comme le commerce international qui est limité grâce à une inscription à l’annexe I de la CITES et qui est inscrit dans la convention sur les espèces migratrices dans l’annexe I et II. De plus, toutes les espèces de Pristis sont inscrites à l'annexe 1 de la CITES,,,,.